# Bence Nádas
Pour les articles homonymes, voir Nádas.
Bence Nádas est un kayakiste hongrois né le 17 avril 1996 à Budapest. Il a remporté avec Sándor Tótka la médaille d'argent du K2 500 mètres aux Jeux olympiques d'été de 2024, organisés à Paris.